# یواس‌اس اورتون (دی‌دی-۲۳۹)
یواس‌اس اورتون (دی‌دی-۲۳۹) (به انگلیسی: USS Overton (DD-239)) یک کشتی بود که طول آن ۹۵٫۸۳ متر (۳۱۴٫۴ فوت) بود. این کشتی در سال ۱۹۱۹ ساخته شد.